# Чеккарелли, Марк
Марк Чеккарелли (англ. Marc Ceccarelli; род. 4 января 1968) — американский аниматор, сценарист, продюсер и художник раскадровки. Более известен по работе над мультсериалами «Губка Боб Квадратные Штаны» и «Дядя Деда».

## Биография и карьера
Марк Чеккарелли родился 4 января 1968 года в городе Бейкерсфилд, штат Калифорния, США. Окончил Калифорнийский институт искусств.
Свою творческую карьеру Чеккарелли начал в 2008 году будучи художником раскадровки и сценаристом мультсериала «Финес и Ферб». Позже проработав раскадровщиком в мультсериале «Шоу пьяного Ворона», в 2010 году Марк присоединился к съёмочной группе мультсериала «Губка Боб Квадратные Штаны» от Nickelodeon в роли сценариста и режиссёра по раскадровке. В 2015 году после выхода фильма второго фильма про Губку Боба Чеккарелли вместе с Винсентом Уоллером заняли должность в качестве шоураннеров и главных продюсеров мультсериала, сменив Пола Тиббита, а в конце 2018 года также получили роли исполнительных продюсеров ввиду смерти Стивена Хилленберга.
В 2018 году выиграл награды — Дневная премия «Эмми» и Детская премия британской академии кино и телевизионных искусств за работу над Губкой Бобом.
В настоящее время проживает в Бербанке, штат Калифорния.

## Фильмография

### Телевидение
| Годы               | Название                            | Примечания |
| ------------------ | ----------------------------------- | --- |
| 2008               | Финес и Ферб                        | Сценарист Художник раскадровки |
| 2009               | Шоу пьяного Ворона                  | Художник раскадровки |
| 2011 — наст. время | Губка Боб Квадратные Штаны          | Сценарист (2011-2014) Режиссёр по раскадровке, художник раскадровки (2011-2014) Автор песен (2012) Анимационный режиссёр (2015) Шоураннер (2015 — наст. время) Главный продюсер (2015-2018) Исполнительный продюсер (2018 — наст. время) Главный режиссёр (2020) |
| 2013-2016          | Дядя Деда                           | Сценарист Художник раскадровки |
| 2021 — наст. время | Лагерь «Коралл»: Детство Губки Боба | Разработчик, исполнительный продюсер |
| 2021 — наст. время | Шоу Патрика Стара                   | Разработчик, исполнительный продюсер |

### Фильмы
| Годы | Название       | Примечания           |
| ---- | -------------- | -------------------- |
| 2015 | Губка Боб в 3D | Художник раскадровки |